# Curaray
Curaray ist eine Parroquia rural („ländliches Kirchspiel“) im Kanton Arajuno der ecuadorianischen Provinz Pastaza. Die Parroquia besitzt eine Fläche von 8231 km². Die Einwohnerzahl lag im Jahr 2010 bei 2685. Sitz der Verwaltung ist San José de Curaray. Die Parroquia wurde am 20. Oktober 1970 gegründet.

## Lage
Die Parroquia Curaray liegt im Amazonastiefland. Im Norden und im Nordosten wird das Gebiet vom Río Cononaco sowie im Süden vom Río Curaray begrenzt. Im Nordwesten wird die Parroquia von dem Fluss Río Nashiño, linker Nebenfluss des Río Curaray, begrenzt. Die Längsausdehnung in Ost-West-Richtung beträgt 235 km. San José de Curaray befindet sich 83 km ostsüdöstlich vom Kantonshauptort Arajuno an der Mündung des Río Villano in den Río Curaray.
Die Parroquia Curaray grenzt im Nordwesten an die Parroquia Arajuno, im westlichen Norden an die Parroquias Ahuano und Chontapunta (beide im Kanton Tena, Provinz Napo), im zentralen Norden an die Parroquia Inés Arango (Kanton Francisco de Orellana, Provinz Orellana), im Nordosten an die Parroquia Cononaco (Kanton Aguarico, Provinz Orellana), im äußersten Osten an Peru, im Süden an die Parroquia Río Tigre, Montalvo, Sarayacu und Canelos, im Westen an El Triunfo.

## Ökologie
Der Osten der Parroquia liegt innerhalb des Nationalparks Yasuní.